# 百合田和久
百合田 和久 （ゆりた かずひさ、1979年〈昭和54年〉 - ）は、日本の事業家。
オリックス株式会社環境エネルギー本部、アセットマネジメント部、副部長・運営管理チーム長兼、オリックス・リニューアブルエナジー・マネジメント株式会社の副社長 兼 戦略責任者（Chief strategy officer）。
専門は、マーケティング・事業企画・マネジメントで、PV業界においては、太陽光パネル製造に関わる上流領域（原料～製造装置、完成品のトレーディング）、発電所開発／投資といった下流領域を通算し13年の経験を有する。

## 概要
経営経験は、20代前半に、国内外で起業したことを皮切りに、日系上場企業傘下での新設法人立上げなど、4度のスタートアップに携わる。
2008年にオリックス入社後は、開発業務、発電所建設のVE業務を担当、アセットマネジメント体制構築にて成果を上げた。
オリックス社の保有するメガソーラーの運営責任者を務める傍ら、オリックス・リニューアブルエナジー・マネジメント株式会社設立に携わり、オリックスのポートフォリオの生産性最大化に取り組んできた。
現在は、太陽光電源の主力電源化に貢献するビジネスデザインに取り組んでいる。

## 略歴
- 1979年、大阪府生まれ。幼少期は父の仕事の関係で香港で、実業家の父と倹約家な母のもと、二人の兄とともに育つ。
- 1991年、同志社国際中学に入学。
- 1997年、同志社大学経済学部入学。ゴルフ部に所属。
- 2001年、新卒でリクルートグループに入社。入社後、数カ月で家庭の事情により退職。（家業を手伝う。）
- 2003年、アパレル事業を大阪で起業。起業中に飲食、音楽、複数の事業に携わる。
- 2008年、機械系商社に就職。
- 2010年12月、日系上場企業グループ（機械メーカー）に出向、2011年同法人の韓国法人代表に就任。
- 2013年出向解除、同年、オリックス株式会社（環境エネルギー本部）に入社。
- 2018年、同法人傘下にて、オリックス・リニューアブルエナジー・マネジメント株式会社の設立を戦略責任者として牽引。
- 2021年、オリックス・リニューアブルエナジー・マネジメント株式会社執行役副社長に就任（戦略責任者兼任）。

## 人物
- 名前の和久は祖父が命名。英訳はPeace Foreverである。
- 3歳から香港にて、英国系幼稚園に通園。
- 座右の銘は「人間の能力は、みんな同じ」
- 好きな色は、漆黒の「黒」、情熱の「赤」
- 趣味はゴルフと漫画、哲学。
- 身長約190cm。昭和生まれではかなりの長身
- 険しい表情にもかかわらず、人情家である。
- 語学が堪能。（英語、韓国語、中国語、スペイン語）
- 愛読書はマキャヴェッリの「君主論」と「聖書（新訳）」
- 日本の太陽光のアセットマネジメントを牽引するキーパーソンである。

## エピソード・名言
- 「明日の発電量を予測するのもO＆Mの責任だ」
- 「株主利益だけ考えろ。そこにすべてのあるべき形がある。」

## 著書・講演
- 2019年5月30日、Solarplaza主催「Solar Asset Management Asia 2019」に登壇。「Internalize the O&M」というタイトルで講演。
- 2020年9月24日、Solarplaza主催「Solar Asset Management Asia 2020」に登壇。「社会コスト低減を実現するアセットマネジメント」というタイトルで講演。
- 2020年10月1日、「太陽光発電事業におけるアセットマネジメントガイドブック」自著。
- 2021年3月5日、リードエグジビションジャパン株式会社（現：RX Japan 株式会社）主催、ソーラーアセットマネジメントセミナーにて「再生エネルギーの成熟化とアセットマネジメント」というタイトルで講演。
- 2021年4月27日、株式会社アクセスインターナショナル主催、SOLAR JOURNAL「PVビジネスセミナー」に登壇。「太陽光発電設備の適切なO&M」というタイトルで講演。
- 2021年10月13日、Leader Associates主催、「Solar Energy Future Japan 2021」に登壇。「太陽光発電所の運営管理における三本柱」をテーマにしたディスカッションにパネリストとして登壇。